# Bolochovo
Bolochovo (anche traslitterata come Bolohovo) è una città della Russia europea centrale (oblast' di Tula). Appartiene amministrativamente al rajon Kireevskij.
Sorge nella parte centrale della oblast', sui versanti settentrionali del Rialto centrale russo, 20 chilometri a sudest del capoluogo regionale Tula.